# Maggior Consiglio
Pour les articles homonymes, voir Grand Conseil.
Le Maggior Consiglio (le « Grand Conseil » en français ; Mazor Consejo en vénitien) était, de 1172 à 1797, l'organe politique le plus important de la république de Venise. Il se réunissait dans une grande salle qui lui était destinée à l’intérieur du palais des Doges. Ce conseil, qui disposait de pouvoirs illimités et souverains sur n'importe quelle question, élisait le doge suivant une procédure très complexe. Tous les autres conseils ou magistratures dépendaient de lui.
La participation au Maggior Consiglio était un droit héréditaire et exclusif des  familles patriciennes inscrites sur le « Livre d'or » (Libro d'Oro) de la noblesse vénitienne.

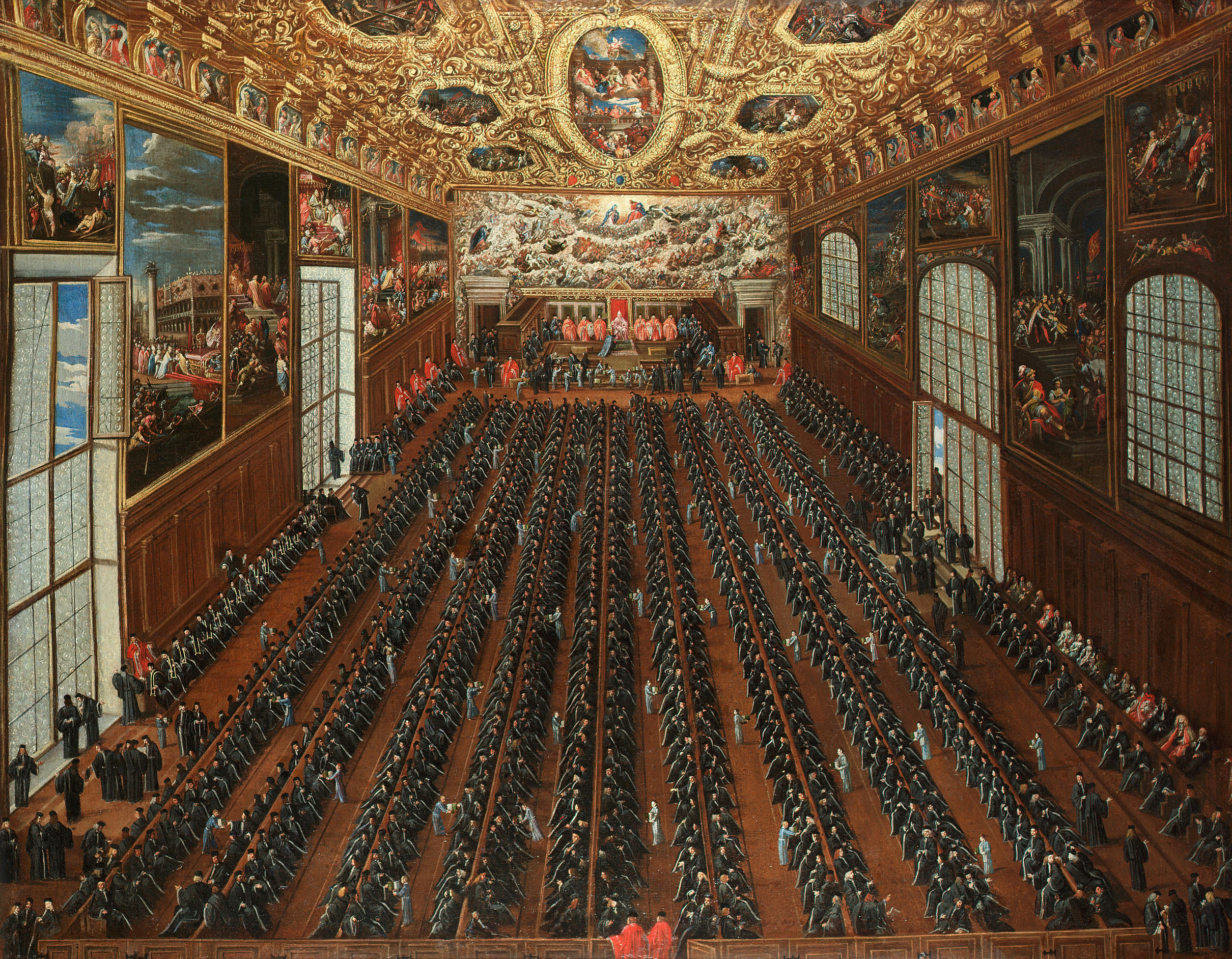
La salle du Grand Conseil de Venise (vers 1648-1650), par Joseph Heintz le Jeune ; dans la scène représentée, les patriciens effectuent un vote à bulletin secret pour élire de nouveaux magistrats.

## Histoire

### Origine
Le Maggior Consiglio naît en 1172 comme héritier du Consilium Sapientium, organe de la Commune de Venise (Commune Veneciarum), initialement composé de 35 conseillers et par la suite de 100, nommés par trois électeurs choisis par le concio (le conseil populaire ou Arengo).
Récemment, deux documents similaires ont été trouvés, dont l'un s'appelle le Code "Frari", qui montre la liste complète des procureurs de San Marco, élus par le Maggior Consiglio depuis 812, l'année de l'élection du premier procureur. La datation de ce document contraste avec la date reconnue de la naissance du grand concile, la Commune Veneciarum peut avoir existé depuis quelque temps auparavant, une hypothèse qui pour le moment ne change pas la tradition historique.

### La «Serrata» du Maggior Consiglio
À plusieurs reprises et particulièrement sous les dogats de Giovanni Dandolo, en 1286, et Pietro Gradenigo, en 1296, des propositions de transformation de la participation au conseil avaient  été présentées et repoussées. Elles visaient à rendre la fonction héréditaire ou la désignation par cooptation du conseil. Mais la volonté des familles aristocratiques et du doge Gradenigo d'assurer une plus grande stabilité et une plus grande continuité à la tête de la République, donne lieu le 28 février 1297 à la « fermeture » du Maggior Consiglio (Serrata del Maggior Consiglio) : les mesures prises permettent l'accès au Maggior Consiglio à seulement ceux qui en ont déjà fait partie au cours des quatre années précédentes et chaque année, à quarante personnes issues de leurs descendants par tirage au sort.
L'arrivée de nouveaux membres est limitée par les lois de  1307 et de 1316 et le 19 juillet 1315, le « livre d'Or » est institué, qui contient les noms de ceux, âgés de 18 ans, qui ont droit d'accéder au conseil.
En 1319, la possibilité d'élire de nouveaux membres au Conseil est abolie en faveur d'un droit héréditaire. Pour cela, la validité des titres des inscrits dans le « livre d'Or » est examiné attentivement. Sont admis les patriciens âgés de 25 ans, ainsi que trente jeunes hommes âgés de 20 ans qui sont tirés au sort chaque année le jour de Sainte Barbe. Le Maggior Consiglio devient une assemblée héréditaire et fermée à tout autre postulant.
En 1423, le Maggior Consiglio abolit formellement le concio populaire, devenu inutile.

### DuXVIesiècleà la chute de la République

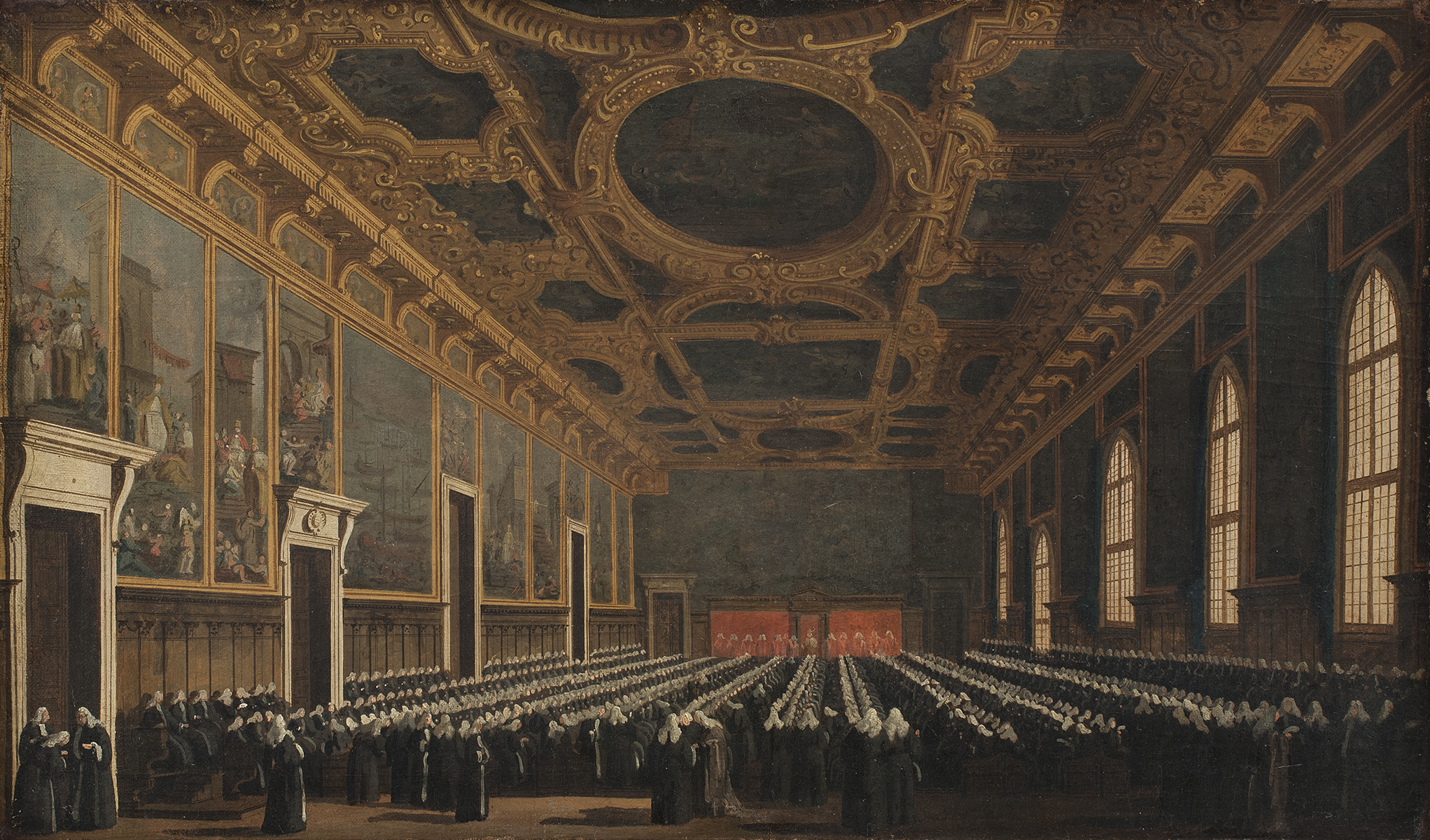
Le Doge et le grand conseil
vers 1763 par Canaletto
Statens Museum for Kunst.

En 1498, les ecclésiastiques sont exclus du Maggior Consiglio et en 1506 et 1526 les registres des naissances et de mariages sont institués pour faciliter l'authentification de l'appartenance à la noblesse.
Les dispositions de la « fermeture » ont pour conséquence l'augmentation importante du nombre de membres : au XVIe siècle, on dénombre 2 095 patriciens qui ont le droit de siéger au palais ducal. Les difficultés de gestion d'un tel organisme et le manque de sélection sur les réelles capacités de ceux qui entrent de droit, conduisent à déléguer les fonctions de gouvernance les plus immédiates à des organismes mineurs, plus souples et sélectifs, en particulier le Sénat.
En de rares occasions, face à de graves dangers ou des difficultés économiques, l'accès au Maggior Consiglio s'ouvre à de nouvelles familles qui ont soutenu économiquement la république, ce fut le cas lors de la guerre de Chioggia et de la guerre de Candie.
Autre particularité, c'est le partage au sein de la noblesse entre les riches, en fait les familles qui ont réussi à maintenir intacte ou accroitre leur richesse et celles pauvres (surnommées les Barnabotti), qui ont progressivement ou subitement perdu leur richesse mais disposent du droit héréditaire de siéger au Maggior Consiglio. Ceci conduit souvent les deux partis à s'affronter au cours des séances et de permettre l'achat des votes.

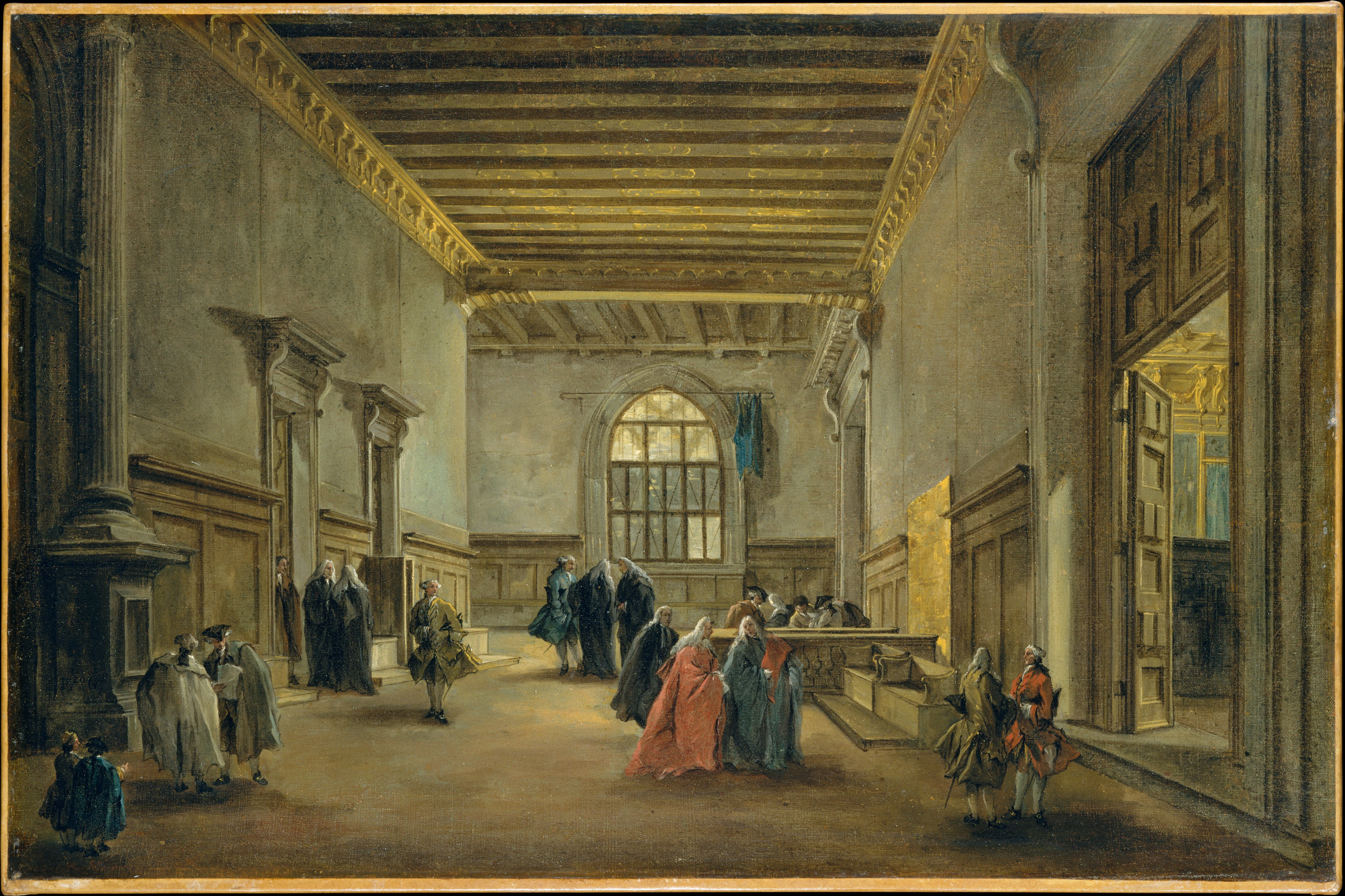
Antichambre de la salle du Conseil majeur
par Francesco Guardi, 1765-1768
Metropolitan Museum, New York.

Le 12 mai 1797, le Maggior Consiglio décrète la fin de la république de Venise, choisissant, face à l'invasion napoléonienne, de recevoir l'abdication du dernier doge Ludovico Manin et de dissoudre l'assemblée aristocratique. Malgré l'absence du nombre de votants fixé à 600 membres, le conseil vote à une large majorité (512 voix pour, 30 contre, 5 abstentions) la fin de la Sérénissime et le transfert des pouvoirs à un gouvernement provisoire non encore défini.

## Sources
- (it) Cet article est partiellement ou en totalité issu de l’article de Wikipédia en italien intitulé « Maggior Consiglio » (voir la liste des auteurs).